# Lucas di Grassi
Lucas di Grassi   (São Paulo, 11 d'agost de 1984) és un pilot de curses automobilístiques brasiler.
Va disputar la temporada 2010 de Fórmula 1 amb l'escuderia britànica Virgin-Cosworth. El seu millor resultat va ser la 14a posició obtinguda a Malàisia. Anteriorment, havia competit en les GP2 Series, on havia terminat 3 temporades seguides al podi general. Des de 2014, competeix en Fórmula E, competició que va guanyar la temporada 2016-17.